# Ali Bey Hussein Zade
Ali Bey Hussein Zade (Salyan, 7 mars 1864 - Istanbul, 17 mars 1940) est un écrivain, philosophe et artiste azerbaïdjanais. 
Il est le créateur de l'actuel drapeau de l'Azerbaïdjan.